# De Palen (waterschap)
De Palen is een voormalig waterschap in de provincie Groningen.
De polder was gelegen ten zuiden van Westerwijtwerd in de scherpe hoek tussen het Westerwijtwerdermaar en het Maarvliet. De noordgrens verliep enigszins grillig tussen de beide wateren op zo'n 1,8 km noordelijk van de zuidpunt. De molen van de polder was de nog steeds functionerende molen De Palen, die tegenwoordig op een iets andere plek staat. 
Waterstaatkundig gezien ligt het gebied sinds 1995 binnen dat van het waterschap Noorderzijlvest.